# Distrikt Satipo
Der Distrikt Satipo liegt in der Provinz Satipo in der Region Junín in Zentral-Peru. Der Distrikt wurde am 18. September 1940 gegründet. Er hat eine Fläche von 816 km². Beim Zensus 2017 wurden 37.075 Einwohner gezählt. Im Jahr 1993 lag die Einwohnerzahl bei 23.605, im Jahr 2007 bei 36.307. Sitz der Distriktverwaltung ist die 632 m hoch gelegenen Provinzhauptstadt Satipo mit 23.203 Einwohnern (Stand 2017).

## Geographische Lage
Der Distrikt Satipo liegt zentral im Nordwesten der Provinz Satipo an der Ostflanke der peruanischen Zentralkordillere. Der Río Satipo durchquert den Distrikt in östlicher Richtung. Der Río Perené bildet die nordöstliche Distriktgrenze.
Der Distrikt Satipo grenzt im Westen an den Distrikt Pichanaqui (Provinz Chanchamayo), im Nordwesten an den Distrikt Río Negro, im Nordosten an den Distrikt Río Tambo, im Südosten an den Distrikt Mazamari, im zentralen Süden an den Distrikt Coviriali sowie im Südwesten an den Distrikt Pampa Hermosa.

## Militär
Das Comando Especial VRAEM unterhält in Villa María eine kleine Kaserne.